# John Zephaniah Bell
John Zephaniah Bell, né en 1794 à Dundee et mort en 1883, est un peintre écossais. 

## Biographie
John Zephaniah Bell naît en 1794 à Dundee, où son père William Bell est tanneur, homme d’affaires et banquier. L'aventurier James Stanislaus Bell (en) est son frère. Il étudie à l'Université d'Edimbourg, puis se rend à Londres où il est l'élève de Martin Archer Shee,,.
Bell étudie auprès d'Antoine-Jean Gros à Paris, et séjourne à Rome pendant plus d'un an à partir de 1825. Il est portraitiste de Maria II du Portugal et assistant de David Wilkie. Il épouse Jane Graham Hay Campbell en 1831,. 
Bell devient directeur de la Manchester School of Design lors de sa fondation en 1838,. Il démissionne en 1843 et est remplacé par George Wallis.

## Œuvres
À Paris, Bell rencontre David Ogilvy, 9ème comte d’Airlie, qui devient son mécène et lui fait décorer le château de château de Cortachy. Il expose des peintures à la Royal Academy et à la Royal Manchester Institution de 1824 à 1865. Les fresques du manoir Muirhouse à Édimbourg impressionnent Wilkie. Bell remporte un prix au concours de fresques du Westminster Hall de 1842,.
Bell est un Sandemanian et peint un portrait de Michael Faraday, de la même église. L'œuvre John Gubbins Newton and His Sister, Mary Newton (en) lui était attribuée à tort.